# Городище (Пензенская область)
Городи́ще — город районного значения в Пензенской области России, административный центр Городищенского района. Образует муниципальное образование город Городище со статусом городского поселения как единственный населённый пункт в его составе.

## География
Город расположен на реке Юловке (приток Суры, бассейн Волги), в 48 км от Пензы, в 21 км к северо-западу от железнодорожной станции Чаадаевка.

## История

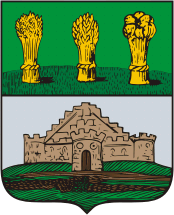
Герб (1781)

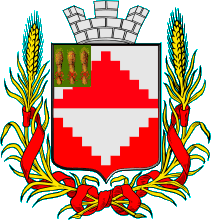
Герб (1861)

Край исторически расположен на стыке двух миров (кочевого и земледельческого) и трёх культур (языческой, мусульманской и христианской). Посулье последовательно входило в состав пяти государств: Волжская Булгария, Хазарский каганат, Золотая Орда, Казанское ханство, Русское царство. В IX—XIII вв. территория была заселена булгарами волжскими и буртасами.
Слово «городище» означает место, где раньше находился город и сохранились его остатки. Современный город расположен при слиянии рек Юловки и Белого Ключа (Кичкенейки). До XIII века между этими реками находилась мощная булгарская крепость (которую иногда отождествляют с упоминаемыми в письменных источниках городами Юлов или Буртас). Через эту крепость проходил торговый путь из города Биляра (столица Волжской Булгарии) в Киев (Древнерусское государство). Волжская Булгария прекратила существование в результате нашествия Золотой Орды.
Позднее местность запустела, и только в 1670-е годы на месте булгарского городища построен острог служилых людей (ясашных чувашей). В 1678 году при нём, в Юловской слободе, построена церковь во имя Димитрия Солунского. Острог и слобода разрушены во время набега степняков на Пензенский край. В мае 1681 году под руководством сотника Алексея Возницына острог был восстановлен. При нём в двух слободах — Дмитриевской Городищи тож и Богоявленской (Юлово) — жили казаки и засечные сторожа, подчинённые симбирскому воеводе и входили в Завальный стан Синбирского уезда.
К середине XVIII века слободы объединились в одно село под названием Рогожкино, которое с 1780 году стало уездным городом Городище Городищенского уезда Пензенского наместничества (с 1796 года Пензенской губернии). Городу был дарован герб: «В серебряном поле старые градские стены, означающие собою имя города, населённого старых служб служилыми людьми».
В 1795 году насчитывалось 234 двора, 5 соляных амбаров, 8 лавок, 2 водяные мельницы. В 1806 году построено первое каменное здание соборной церкви, в 1864 году — 2 небольших предприятия: чугуноплавительный и поташный заводы. К XX веку насчитывался 131 рабочий, промышленность была представлена крахмально-тёрочным заводом и деревообрабатывающей артелью «Труд».
В 1928 году после упразднения губерний и уездов Городище стало центром Городищенского района Кузнецкого округа Средне-Волжской области. С 1939 года — в составе Пензенской области.
В годы Великой Отечественной войны работали курсы медсестёр, военно-учебный пункт. Значительно изменился облик Городища начиная с 1960-х годов. Развивается лесная, деревообрабатывающая, пищевая промышленность (деревообрабатывающий завод АО «Дубровчанка», леспромхоз, пищекомбинат АО «Арония», ремонтный завод, автопредприятие, мелиоративное предприятие «Водник» и пр.).

## Население
| 1782  | 1824  | 1864  | 1897  | 1911  | 1926  | 1930  | 1939  | 1959  | 1970  | 1979  |
| ----- | ----- | ----- | ----- | ----- | ----- | ----- | ----- | ----- | ----- | ----- |
| 1699  | ↗2912 | ↗3316 | ↗3965 | ↗4692 | ↗4934 | ↘4629 | ↗6335 | ↘5258 | ↗6298 | ↗7072 |
| 1989  | 1992  | 1996  | 1998  | 2000  | 2001  | 2002  | 2003  | 2005  | 2006  | 2007  |
| ↗7926 | ↗8200 | ↗8600 | ↘8500 | →8500 | →8500 | ↘8281 | ↗8300 | ↘8200 | ↗8300 | ↘8200 |
| 2008  | 2009  | 2010  | 2011  | 2012  | 2013  | 2014  | 2015  | 2016  | 2017  | 2018  |
| ↗8300 | ↗8362 | ↘8096 | ↗8100 | ↗8143 | ↗8183 | ↘8114 | ↘8027 | ↘7966 | ↘7951 | ↘7885 |
| 2020  | 2021  |       |       |       |       |       |       |       |       |       |
| ↘7709 | ↗7796 |       |       |       |       |       |       |       |       |       |

На 1 января 2025 года по численности населения город находился на 992-м месте из 1124 городов Российской Федерации.

## Современное состояние
В городе работает водопровод, газифицирован природным газом, действуют больница, поликлиника, аптека, 1 средняя и 1 начальная школа, педагогическое училище (с 1944 г.) (больше не действует), районный дом культуры, библиотека, краеведческий музей, музыкальная школа, дом детского творчества (превращен в ТЦ), плавательный бассейн, 3 детсада, 2 парка. Установлены памятник воинам-землякам, погибшим в годы Великой Отечественной войны, мемориал борцам революции. Сохранились 5 домов постройки конца XIX века, в том числе здание бывших присутственных мест (1810).

### Экономика
- ООО «ДАЛ».

## Уроженцы
- Веселовская, Нина Валентиновна (1932—2022) — советская и российская актриса, заслуженная артистка РСФСР (1984).